# Johora tiomanensis
Johora tiomanensis is een krabbensoort uit de familie van de Potamidae. De wetenschappelijke naam van de soort is voor het eerst geldig gepubliceerd in 1984 door Ng & L. W. H. Tan.